# Wojciech Jasiński
Wojciech Stefan Jasiński, né le 1er avril 1948 à Gostynin, est un homme politique polonais membre de Droit et justice (PiS). Il est ministre du Trésor d'État entre janvier 2006 et novembre 2007.

## Biographie

### Formation et carrière
En 1972, il sort diplômé de la faculté de droit et d'administration de l'université de Varsovie.

### Parcours politique
Il appartient au Parti ouvrier unifié polonais (PZPR) entre 1980 et 1982. En 1994, il est nommé directeur du département du Budget et des Finances, rebaptisé ensuite département du Budget de l'État, à la Chambre suprême de contrôle (NIK), alors présidée par Lech Kaczyński.
Il est sous-secrétaire d'État au ministère de la Justice entre septembre 2000 et juillet 2001, à nouveau sous le mandat de Lech Kaczyński. Il rejoint ensuite Droit et justice.
Au cours des élections législatives du 23 septembre 2001, il est élu député à la Diète dans la circonscription de Płock avec 5 595 votes préférentiels. Il est réélu lors des élections législatives du 25 septembre 2005, totalisant 14 956 suffrages de préférence. À l'ouverture de la législature, il devient président de la commission des Finances publiques.
Le 15 février 2006, Wojciech Jasiński est nommé ministre du Trésor d'État dans le gouvernement minoritaire du conservateur Kazimierz Marcinkiewicz, qui assumait l'intérim du ministère depuis six semaines. Il est reconduit le 14 juillet dans le cabinet de coalition du conservateur Jarosław Kaczyński.
Il remporte un troisième mandat à la Diète aux élections législatives anticipées du 21 octobre 2007, où il engrange 30 702 voix préférentielles. Du fait d'un changement de majorité, il quitte son ministère le 16 novembre suivant. Il postule ensuite sans succès aux élections européennes du 7 juin 2009.
Devenu président de la section de PiS dans le district de Płock en 2010, il est réélu député au cours des élections législatives du 9 octobre 2011, avec 26 125 votes préférentiels. Il échoue de nouveau aux élections européennes du 25 mai 2014.
Pour les élections législatives du 25 octobre 2015, il est de nouveau candidat et se fait une nouvelle fois élire, avec 31 106 suffrages de préférence. Il démissionne dès le 15 décembre, pour devenir président de PKN Orlen.